# Carol Storck
Carol Storck, pe numele său real Johann Ludwig Karl , (n. 10 mai 1854, București, Țara Românească – d. 25 august 1926, București, România) a fost un sculptor român, fiul sculptorului Karl Storck și frate al lui Frederic Storck.
Din 1871 a studiat la Academia Regală de Artă din Florența, cu sculptorul Augusto Rivalta (1837-1925), cunoscut ca reprezentant al tradiției academice realist-naturiste.
În perioada 1876-1880 a studiat și în SUA, la Philadelphia, unde a și expus lucrările sale. A participat în 1877 la o expoziție din Philadelphia cu două portrete, unul al fabricantului Dixton și unul al copilului Dellachause. În 1878 a prezentat la Salonul Oficial din Philadelphia statueta din teracotă intitulată Privește florile gingașe. În 1879 la același salon a expus două lucrări, un gips portret al lui Fortuny și o teracotă intitulată Negustorul din Veneția după Shakespeare. A fost membru al asociației artiștilor din Philadelphia și a deschis expoziții, chiar i s-a făcut propunerea să ocupe un post la Academia Pennsylvania de Arte Frumoase (Pennsylvania Academy of the Fine Arts).
Revenit la București în 1881, Carol Storck a preluat în întregime și atelierul, și comenzile, și a continuat laborioasa activitate începută și dezvoltată de tatăl său. În anul 1886 a expus la Cercul artistic literar Intim Club sculptura intitualtă Progresul. Căsătoria sa cu Berta Zeider (1869-1907) a avut loc în anul 1888. Împreună, cei doi soți au avut patru copii Clara (1889), Alexandru (1893), Ella (1894) și Jenny (1895). Artistul a fost unul dintre oamenii cheie ai Societății „Cercul artistic”, el îndeplinind multă vreme funcția de casier al organizației. În anul 1912, Carol Storck a fost numit ca președinte al ei.
La București a realizat alegoriile monumental-decorative pentru fațada Palatului de Justiție din București, intitulate Prudența, Forța și Temperanța, comanda fiind preluată în anul 1895. Pentru Palatul Poștelor a făcut alegoriile Drumul de fier și Electricitate. În octombrie 1903 a fost inaugurată în București Statuia doctorului Carol Davila, cea mai bună realizare statuară a lui Carol Storck.
Artistul a avut o intensă activitate în domeniul funerar, realizând numai pentru Cimitirul Bellu circa patruzeci și cinci de busturi și monumente funerare. Câteva portrete și lucrări de plastică mică realizate de Carol Storck se regăsesc și în Colecția de Artă Plastică "Fr. Storck și Cecilia Cuțescu Storck" a Muzeului Municipiului București, adăpostit în fosta locuință a sculptorului Frederic Storck și a soției acestuia, pictorița Cecilia Cuțescu-Storck, din Str. Vasile Alecsandri nr. 16, sector 1.

## Biografie

### Anii timpurii / Vocația / Studii

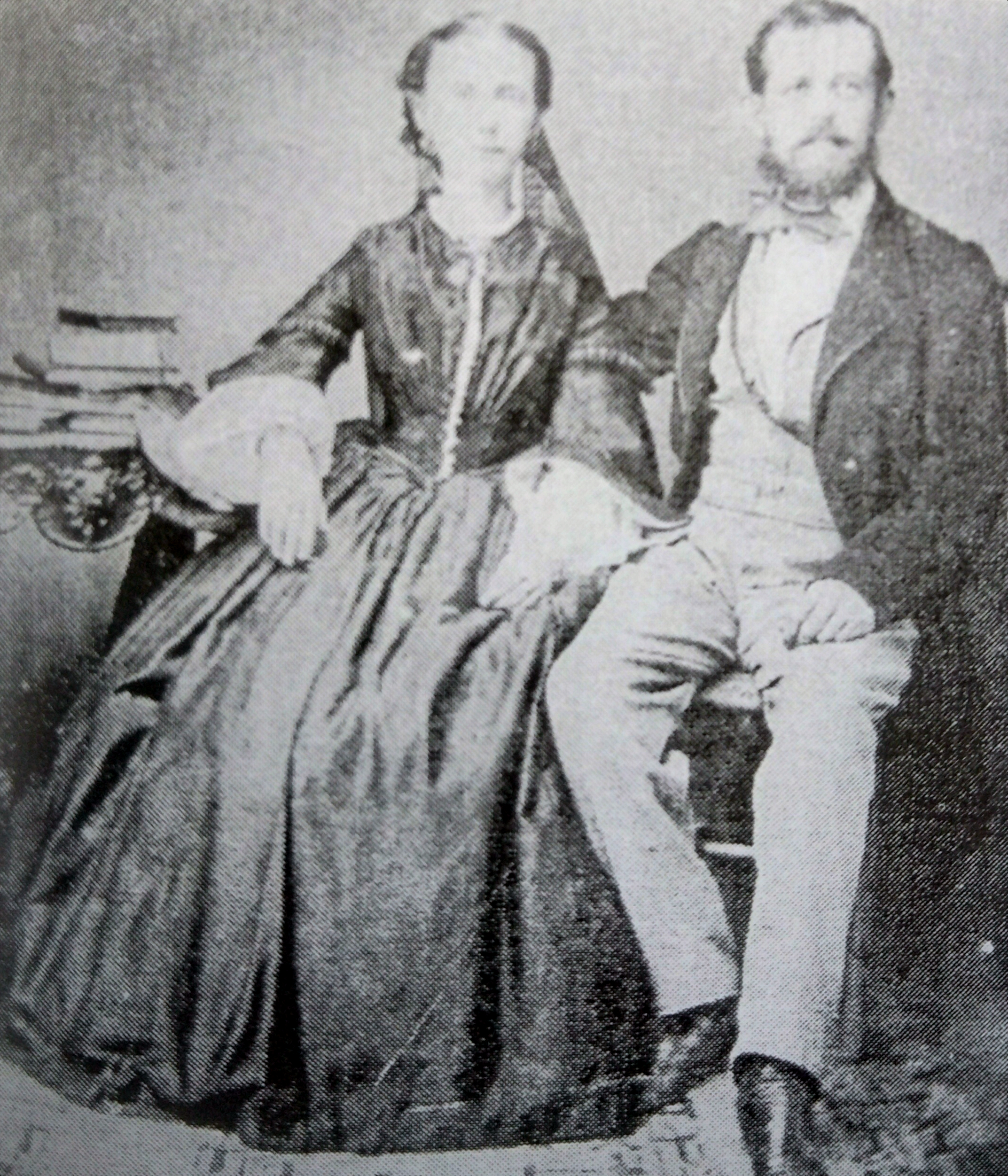
Karl și Ana Clara Ihm

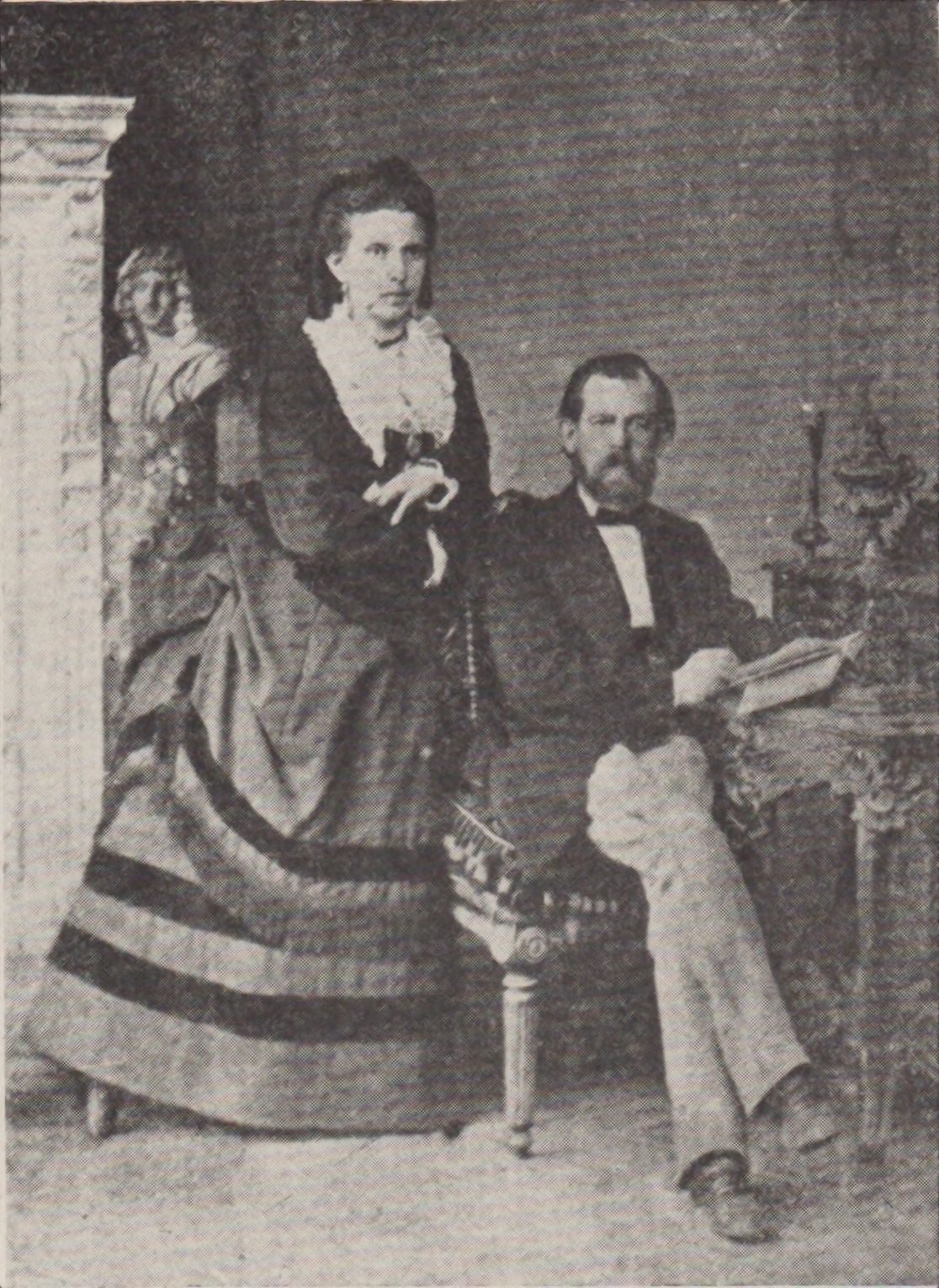
Karl și Friederike Amelie Olescher

Carol Storck s-a născut la București în ziua de 10 mai 1854, la București, în familia sculptorului de origine germană, Karl Storck, și al Anei Clara Ihm  (n. 18... - d. 1864), ambii din localitatea Hanau din ducatul Hessen-Nassau. Familia a avut patru copii, dar singurul supraviețuitor a fost Carol, ceilalți trei decedând la vârste fragede. Părinții s-au căsătorit în 23 aprilie 1852, însă Ana Clara a murit doar după doiseprezece ani de mariaj. Carol a făcut studiile gimnaziale la Brașov.
Karl Storck s-a recăsătorit în data de 10 decembrie 1865 cu Friederike Amelie Olescher (n. 1843 - d. 1915), care era educatoare / guvernantă la familia generalului Vlădoianu. Karl și Amelie au avut nouă copii, din care au supraviețuit șapte: Emil (1866-1940), Julie căsătorită Iacobi (1870-1950), Jean (1868-1940), Frederic Ștefan, Marie căsătorită Gottsche (1879-?), Hugo (1886-?) și Rosa căsătorită Scheeser (1876-1944). Soția generalului Vlădoianu a suportat ulterior o parte a cheltuielilor care au fost necesare studiilor pe care Frederic Storck le-a făcut la München.

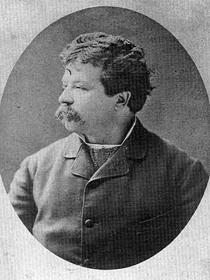
Augusto Rivalta

Carol Storck este mai puțin cunoscut ca tatăl său sau ca Frederic Storck, fratele vitreg mai mic. Dacă despre Karl sau Frederic s-au publicat monografii făcute de Barbu Brezianu, respectiv George Oprescu, Carol nu a intrat în sfera de interes a criticii de artă până în anul 1975, când au apărut comentariile critice ale lui Barbu Brezianu și Marin Mihalache, existând doar unele informații sumare publicate în anul 1940 în cartea lui Günther Ott, carte care trata viața celor trei sculptori Storck. Carol Storck este cunoscut ca un artist care a avut o tinerețe aventuroasă, însă plină de activitate artistică, despre care s-a scris foarte puțin.
Carol și-a început cariera învâțând de mic copil meseria tatălui în atelierul de scultură al acestuia. A luat lecții de desen de mic și tot de mic l-a ajutat pe Karl la unele lucrări. Când a împlinit vârsta de șaisprezece ani, în 1870, el a fost trimis la Florența pentru a urma cursuri de sculptură la Academia Regală de Artă din localitate.  Acolo a studiat cu tânărul sculptor Augusto Rivalta, care l-a primit în pensiune și care i-a devenit prieten de-o viață. Având cunoștințe dobândite la București, în 1874 a primit deja o medalie de bronz. A făcut studii serioase de anatomie într-o sală de disecții, învățând astfel noțiuni solide asupra corpului uman. În afara studiilor de la academie și din atelierul maestrului său, Carol a vizitat și galeriile de artă din Florența. El a terminat cursurile de la academie cu un studiu de nud pentru care a primit premiul al doilea.

### Pe tărâm american - Philadelphia

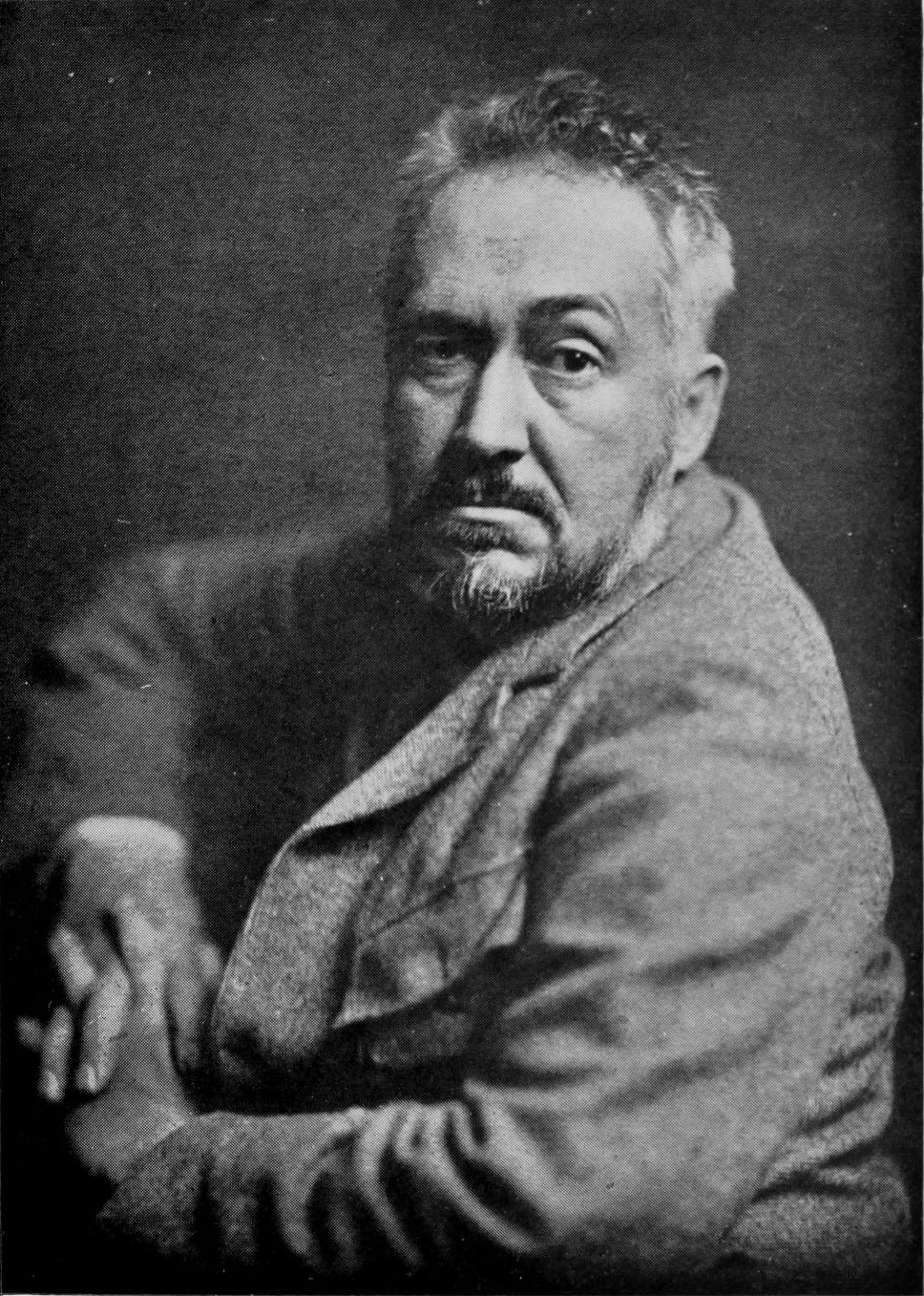
Thomas Eakins

În perioada studiilor din Italia, Carol a cunoscut o doamnă bizară, d-na Gilpin, mai în vârstă ca el, de origine americană, care i-a oferit o protecție financiară în niște condiții neclare. Ca urmare, el a acceptat oferta urmând un parcurs avut și de un frate, Heinrich Ihm, de-al mamei sale,  și Gilpin i-a plătit călătoria în Statele Unite ale Americii, în Philadelphia. Acolo l-a ajutat să învețe limba engleză. După un timp, ca urmare a unor neînțelegeri, Carol având o fire independentă, o părăsește, eliberându-se astfel de orice tutelă. Pentru început, Carl a lucrat într-o fabrică de cutii din lemn și a făcut sculpturi funerare de mică anvergură. Ca atare, el s-a văzut nevoit să-și câștige existența făcând diferite munci. S-a angajat într-un atelier de pietrărie unde a făcut diferite elemente pentru monumente funerare. Avea deja experiență pentru că începuse să cioplească la București și la Florența își desăvârșise tehnica. A modelat statuete de lut pe care le ardea singur în foc și obiecte cu subiecte de gen romantice pe care le vindea cu câțiva dolari prin magazinele de artă.
A participat în 1877 la o expoziție din Philadelphia cu două portrete, unul al fabricantului Dixton și unul al copilului Dellachause. În 1878 a prezentat la Salonul Oficial din Philadelphia statueta din teracotă intitulată Privește florile gingașe. În 1879 la același salon a expus două lucrări, un gips portret al lui Fortuny și o teracotă intitulată Negustorul din Veneția după Shakespeare.
Fiind în Philadelphia, în 1879, Carol Storck și-a completat cunoștințele urmând o perioadă de timp cursurile serale ale unei școli de arte frumoase, la clasa profesorului Thomas Eakins. La școală a desenat după modele vii și a frecventat un atelier al unui artist local unde a învățat tehnica gravurii. Având nevoi financiare, Carol a dat lecții particulare de desen. În scurt timp afirmarea avea să se producă pentru că a început aibă să comenzi de portrete. Ca urmare, devine membru al asociației artiștilor din Philadelphia, a deschis expoziții și chiar i s-a făcut propunerea să ocupe un post la Academia Pennsylvania de Arte Frumoase ( Pennsylvania Academy of the Fine Arts ). Unul dintre fondatorii academiei i-a dat o comanda de bust.  Câteva din desenele și gravurile pe care le-a făcut în această perioadă  se găsesc astăzi la Cabinetul de Stampe al Academiei Române și o parte la Colecția de Stampe a Muzeului Național de Artă din București.

### Maturitatea

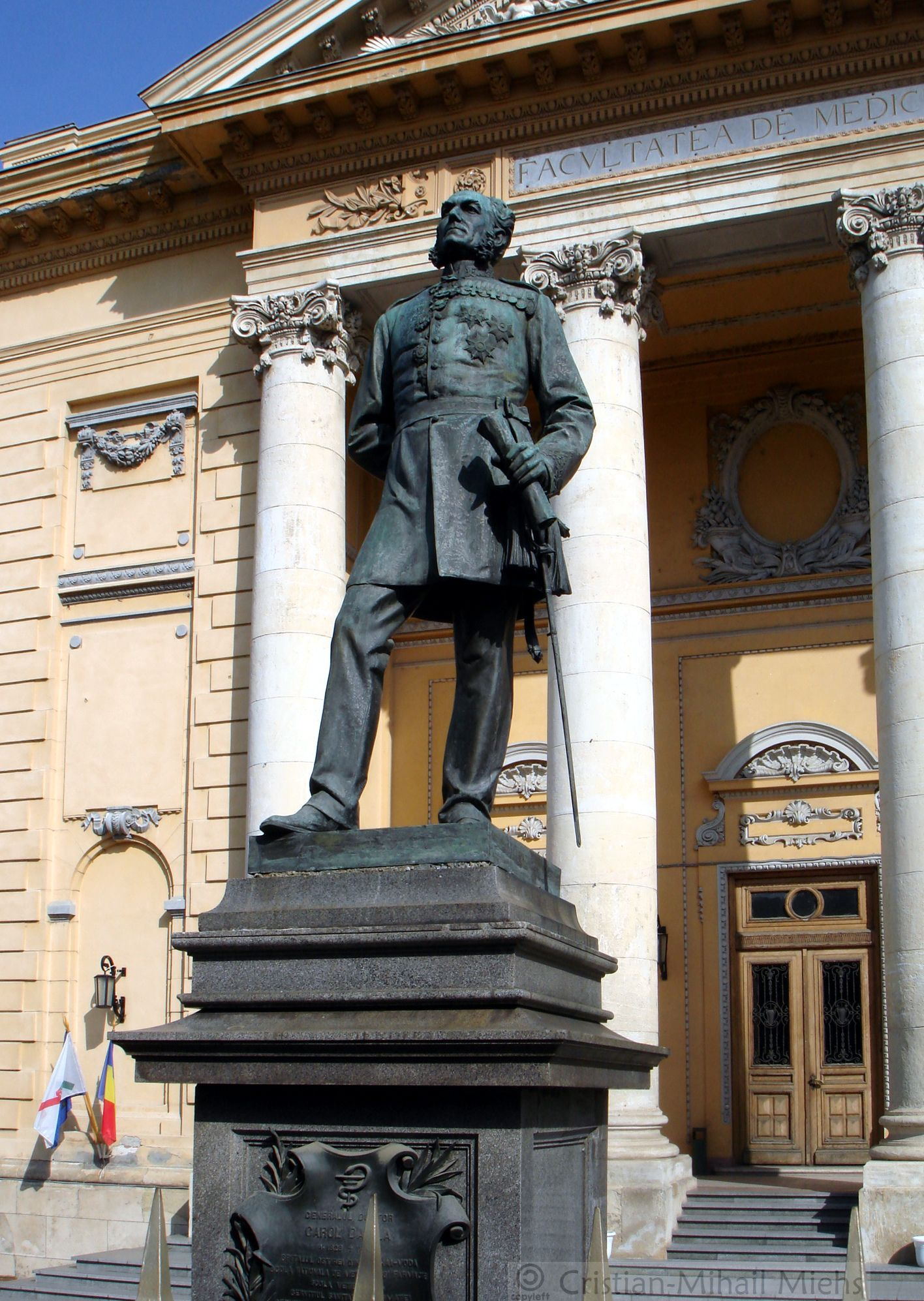
Statuia dr. Carol Davila

La București, Karol Storck era copleșit de comenzi și avea și o familie foarte numeroasă compusă din nouă copii. Având nevoie de ajutor, Karl l-a chemat insistent pe Carol să se întoarcă acasă. I-a trimis bani de drum și un pașaport și Carol a revenit la București în vara anului 1881, după o absență de unsprezece ani. Ajuns acasă, Carol a devenit principalul colaborator al tatălui său, a participat activ la realizarea unor lucrări și i-a mărit machetele unor statui, așa că se poate spune că toate sculpturile care au ieșit din atelierul lui Karol Storck erau opera unor colaborări fructuoase dintre tată și fiu. Așa sunt Monumentul Anei Davila, statuia protopopului Teodor Economu, monumentele independenței ridicate la Vidin și Rahova, precum și numeroase monumente funerare care au fost definitivate după întoarcerea sa în România. De fapt Carol a preluat în totalitate lucrările de pietrărie pentru toate soclurile de monumente, unele lucrări au fost făcute de Carol după schițele lui Karl, tatăl fiind la o vârstă mai înaintată cedând în mare parte comenzile care i se dădeau. Carol Storck a fost timp de șase ani cel mai important și cel mai apropiat dintre colaboratori. Se poate spune că unele din lucrările care ieșeau pe poarta atelierului îi aparțineau întru-totul, cu toate că erau atribuite lui Karl Storck.
În anul 1886 a expus la Cercul artistic literar Intim Club sculptura intitualtă Progresul. Căsătoria sa cu Berta Zeider (1869-1907) a avut loc în anul 1888. Împreună, cei doi soți au avut patru copii Clara (1889), Alexandru (1893), Ella (1894) și Jenny (1895).
După decesul din anul 1887 a lui Karl Storck, Carol a preluat în întregime și atelierul, și comenzile, și a continuat laborioasa activitate începută și dezvoltată de tatăl său. Fiind fratele cel mai mare dintre toți cei șapte copii lăsați în urmă de Karl Storck, Carol a muncit pentru întreținerea numeroasei sale familii. El a fost un sculptor bun care a avut tendințe spre un neoclasicism ce era apropiat de transpunerea trăsăturilor modelului în realitate, dar nu a fost atât de curajos și îndrăzneț ca tatăl său în depășirea acesteia. A realizat cu predilecție portrete, făcând chiar și un portret lui Karl Storck. Fiind sub influența academismului a făcut busturile scriitorilor Constantin Aricescu, Bogdan Petriceicu Hasdeu etc. O concluzie ar fi că, a realizat portretistică mai mult decât orice alte genuri. Unele din portrete au fost executate relevând calități certe de observație,  analiză fizionomică, totul fiind câștigat prin onestitatea execuției și prin studiu.
Artistul a fost unul dintre oamenii cheie ai Societății „Cercul artistic”, el îndeplinind multă vreme funcția de casier al organizației. În anul 1912, Carol Storck a fost numit ca președinte al ei.
Carol Storck a participat în anul 1896 la concursul pentru realizarea statuii lui Johannes Honterus la Brașov. Proiectul și macheta lui Carol s-au bucurat de un real succes, totul sugerând o importantă voiciune a mișcării. Ca urmare, cu toate că a pierdut concursul cu doar un vot diferență, sculptorul german a avut treizeci de comenzi după macheta prezentată. Ulterior a mai realizat alegoriile monumental-decorative pentru fațada Palatului de Justiție din București, intitulate Prudența, Forța și Temperanța,[A] comanda fiind preluată în anul 1895. Pentru Palatul Poștelor a făcut alegoriile Drumul de fier și Electricitate.

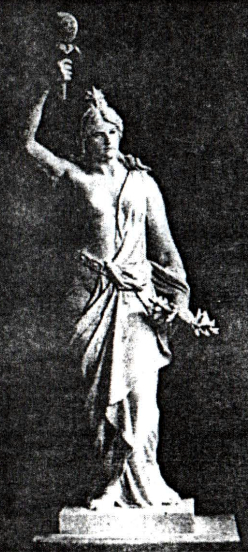
Electricitatea

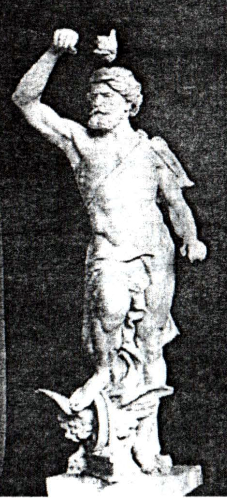
Drumul de fier

Toate acestea au avut o tratare clasică a motivului, dar ele nu se deosebesc cu ceva în plus față de alte lucrări similare care au fost aduse din străinătate sau față de cele care au mai fost făcute de artiști străini în România. Alegoriile de la Palatul Poștelor au fost distruse iremediabil de cutremurul din 1940.
În octombrie 1903 a fost inaugurată în București Statuia doctorului Carol Davila, realizată de Carol Storck. Statuia este unul dintre cele mai reușite monumente al capitalei României. Pentru executarea ei, sculptorul s-a folosit de masca mortuară a doctorului Davila, într-un mod similar cu cel folosit de Constantin Brâncuși pentru același motiv aflat astăzi în curtea Spitalului Militar din București. Statuia lui Storck este o operă caracterizată de sobrietate și ea relevă adâncirea psihologiei personajului, pe fața lui putându-se citi pătrundere intelectuală, bunătate, perseveranță și hotărâre. Davila este înfățișat în picioare, îmbrăcat într-o uniformă de general, atitudinea lui generând o impunătoare monumentalitate. Doctorul își ține chipiul la spate cu mâna dreaptă și în stânga ține un sul de pergament, simbol al ctitorului. Portretul a fost bine definit, cu trăsături energice, fără prea multe amănunte, autoritar, toate caracteristicile fiind definitorii pentru o asemenea personalitate.
Carol a mai făcut un proiect pentru un monument cu o statuie care l-a înfățișat pe pictorul Theodor Aman, care ține într-o mână o paletă de pictură. Reprezentarea este demnă, interiorizată, însă trăsăturile lui Aman amintesc de autoportretele pe care acesta le-a făcut.
Similar tatălui său, Carol a realizat o mulțime de busturi funerare, create după tipicul obișnuit epocii și destinației. De obicei le făcea după fotografii șterse de vreme sau retușate. La fel ca și Karol Storck, el a creat o adevărată industrie portretistică, relevant fiind faptul că folosea pentru asta chiar și treisprezece cioplitori și pietrari, unii din ei artizani pricepuți, care aveau propria afacere în același domeniu. Atelierul de pietrărie era înregistrat pe o firmă înscrisă la fisc ce a fost radiată de abia în anul 1908, deoarece devenise deja cunoscut după realizarea statuii doctorului Davila. O dată cu radierea firmei de pietrărie, activitatea sculptorului a intrat într-un oarecare regres.

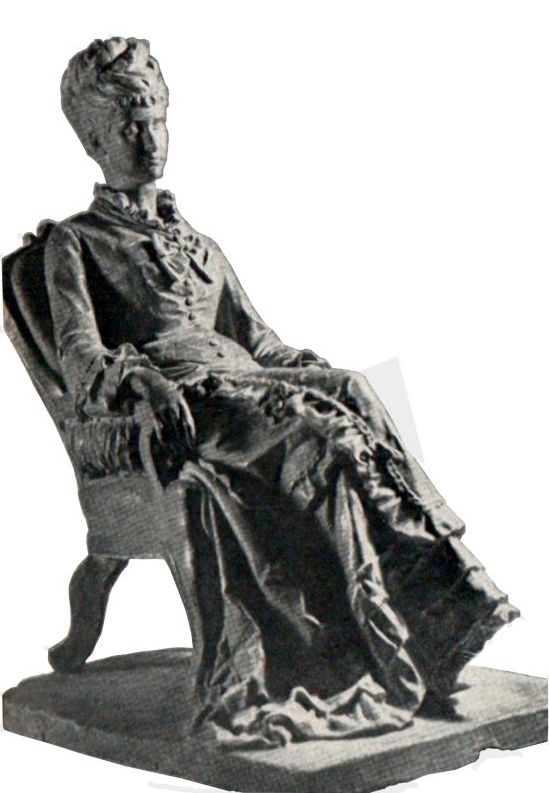
Portret de femeie șezând (Iulia Săulescu)

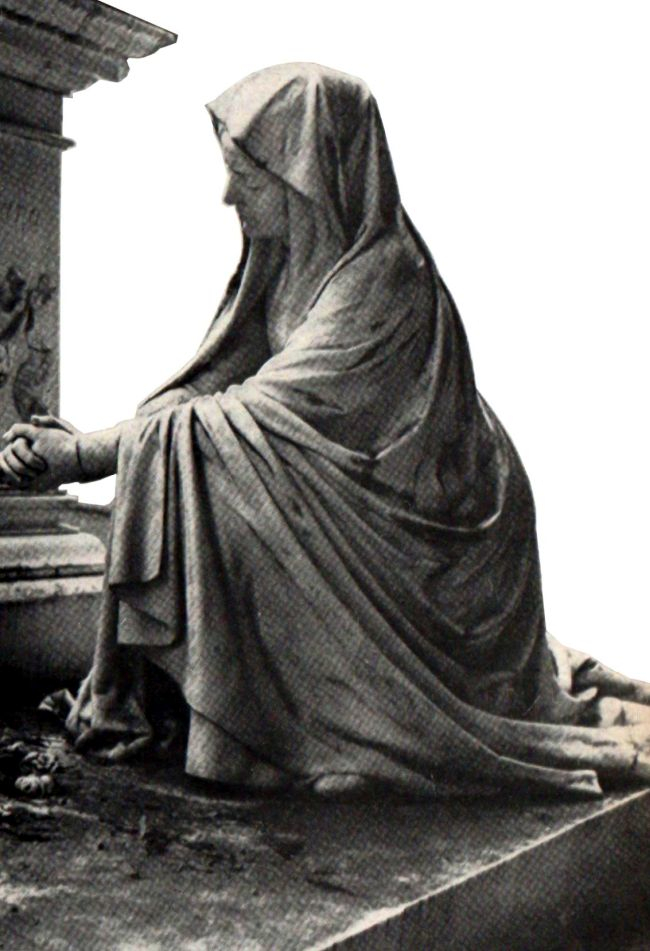
Mamă îndurerată

În domeniul funerar, Carol Storck a făcut doar pentru Cimitirul Bellu circa patruzeci și cinci de busturi și monumente funerare.  Pentru că cel dispărut trebuia să fie înfățișat cât mai apropiat ca modelul din fotografie, condiție esențială pusă de comanditari, sculptorul trebuia să dea expresie sentimentelor urmașilor față de cel trecut în neființă. Dimensiunile monumentelor funerare țineau mai mult de rangul social al defunctului. Reprezentarea lui statuară era însoțită de diferite obiecte pe care decedatul le-a folosit cât trăia, asta pentru determinarea profesiei. Obiectele erau sculptate în mărime naturală fapt care ducea spre un naturalism lipsit de sentimente estetice. Din păcate gustul dubios al comanditarilor îl împingeau pe sculptor să copieze cumva viața fără vreo transfigurare artistică. Astfel, s-a ajuns la o tipizare, după metehnele epocii, foarte rar depășită, menită să accentueze starea socială și bogăția decedatului, totul ducând în final la un grotesc care substituia de fapt gravitatea tipic funerară.
Fiind nevoit să primească astfel de comenzi pentru a putea să-și întrețină numeroasa familie care a rămas în grjia sa, Carol Storck a fost privat de timpul necesar pentru a reuși să execute lucrări de o certă valoare artistică. Capodopera sa funerară se află în Cimitirul Bellu din București și este intitulată Mamă îndurerată. Statuia este realizată în marmură albă, a fost realizată în anul 1901, este concisă și armonioasă și a fost făcută în momentul în care sculptorul ajunsese să capete o bogată experiență în acest domeniu, toată lucrarea dând o evidentă notă personală în tratarea draperiei și în eleganța siluetei.
Carol Storck era  pasionat de gimnastică, călăria și practica scrima. Similar lui Karl Storck, era un spirit liber, dornic de cultură. Citea filozofie, știa patru limbi, franceza, germana, engleza și italiana. El a primit o educație de tip spartan și avea o disciplină a muncii foarte severă. Asemenea tatălui său era exigent cu sine însuși, ordonat și meticulos. A făcut mai multe călătorii în diferite țări europene și a fost membru în organizații culturale, așa cum era Liedertafel (teatru și cânt). Era membru în societăți soprtive și de turism, practica gravura și era un pasionat numismat.
Carol Storck a fost membru al Societății „Cercul artistic”, a fost o vreme profesor la școala de desen, pictură și modelaj înființată în 1898 și în anul 1912 a fost ales președinte al Cercului artistic.

## Opera

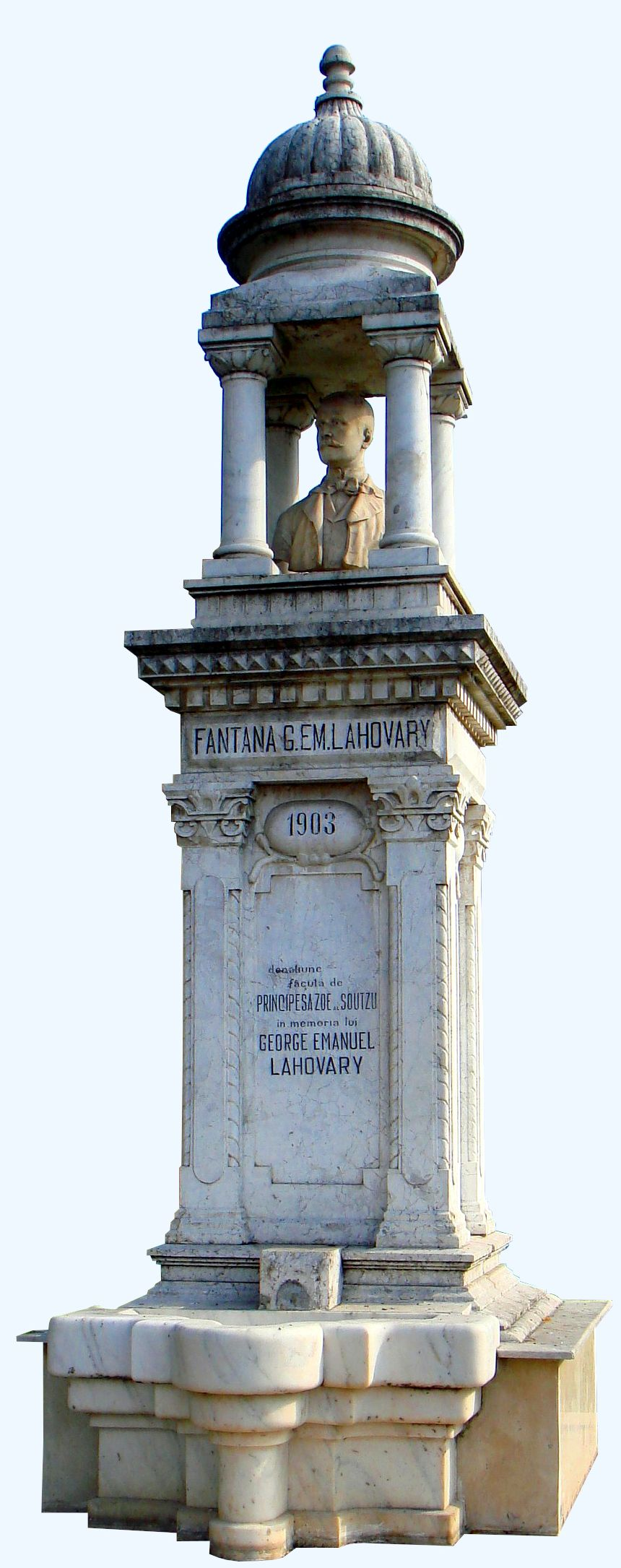
Fântâna Lahovari

Printre operele sale se numără statuile alegorice pentru Palatul de Justiție din București, numeroase busturi și sculpturi funerare, precum și Statuia dr. Carol Davila. Această statuie a fost ridicată la inițiativa Primului Congres Medical Național, care a avut loc la București, în 1884. Statuia a fost turnată în bronz în atelierele Școlii de Arte și Meserii din București și inaugurată în ziua de 12 octombrie 1903, odată cu clădirea Facultății de Medicină, la intrarea căreia este amplasată.
În memoria celor 286 de soldați și ofițerii români, morți în Războiul de Independență al României, la Smârdan, în Bulgaria, a fost realizat un mormânt comun căruia în 1883 i-a fost pusă o cruce din marmură, sculptată de Carol Storck. Cimitirul și monumentul au fost distruse în Primul Război Mondial.
În cimitirul mânăstirii Viforâta, din comuna Aninoasa, județul Dâmbovița se găsește monumentul funerar al generalului Matei Vlădescu, erou al Războiului de Independență al României, realizat de Carol Storck din marmură albă, precum și cel al profesorului Vasile Vizante, apărătorul răsculaților bivolari din Giurgiu la 1873, realizat tot de Carol Storck.
Tot Carol Storck este autorul statuii părintelui picturii moderne românesti și al învațământului artistic din București, Theodor Aman, monument plasat, abia în 1992, la mormântul artistului.
La Bolintin-Vale, unde s-a născut în 1819 și a murit în 1872 scriitorul Dimitrie Bolintineanu, se află monumentul funerar al acestuia și statuia sa, ambele realizate de sculptorul Carol Storck.
Carol Storck a realizat în 1903 portretul Iuliei Hasdeu, expus în prezent în Castelul Iulia Hasdeu, din Câmpina.
Carol Storck a colaborat cu Dimitrie D. Mirea și Wladimir Hegel la Monumentul lui Dinicu Golescu din București, ridicat în 1908.
Câteva portrete și lucrări de plastică mică realizate de Carol Storck se regăsesc și în Colecția de Artă Plastică "Fr. Storck și Cecilia Cuțescu Storck" a Muzeului Municipiului București, adăpostit în fosta locuință a sculptorului Frederic Storck și a soției acestuia, pictorița Cecilia Cuțescu-Storck, din Str. Vasile Alecsandri nr. 16, sector 1.

## Monumente funerare

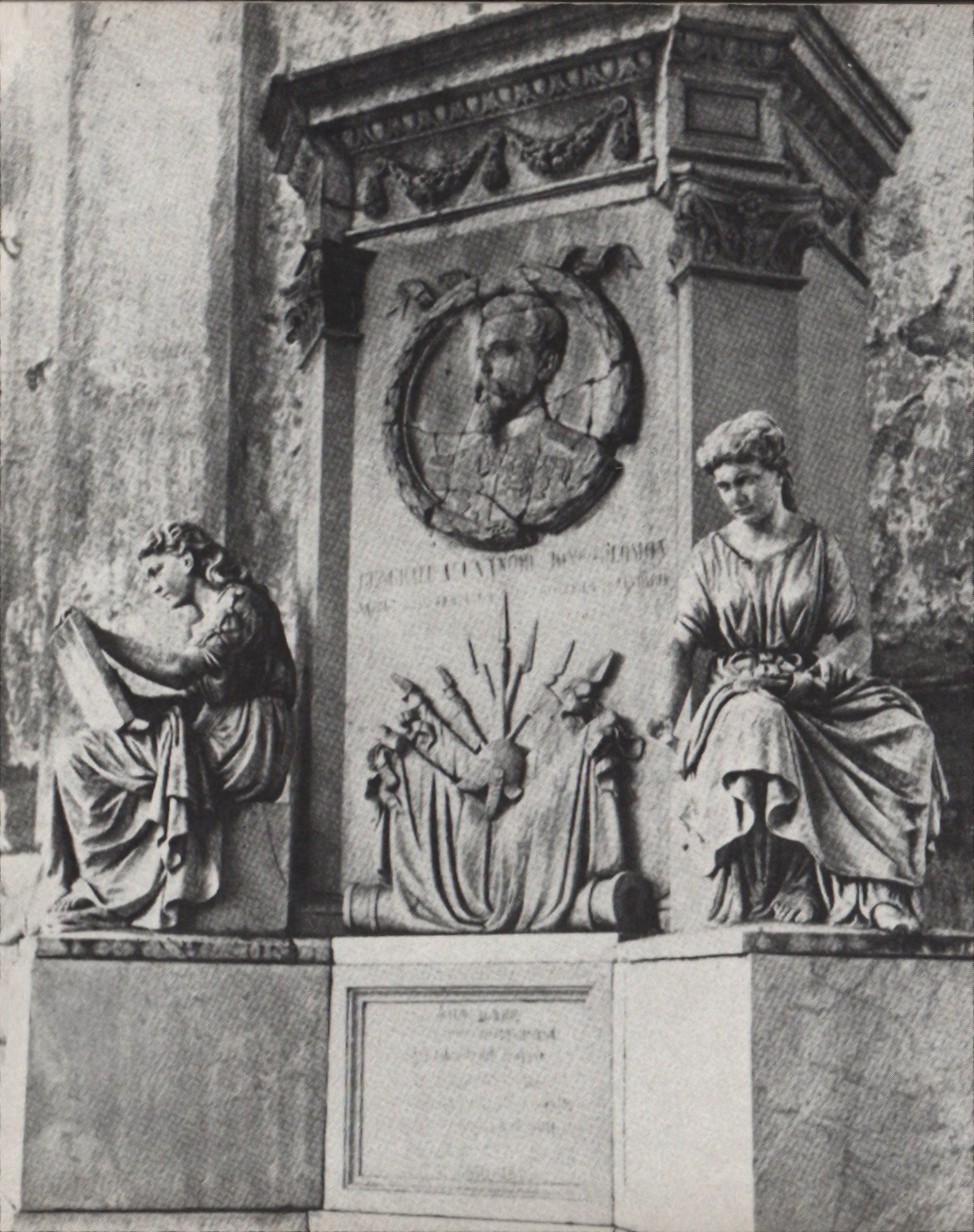
Monument funerar

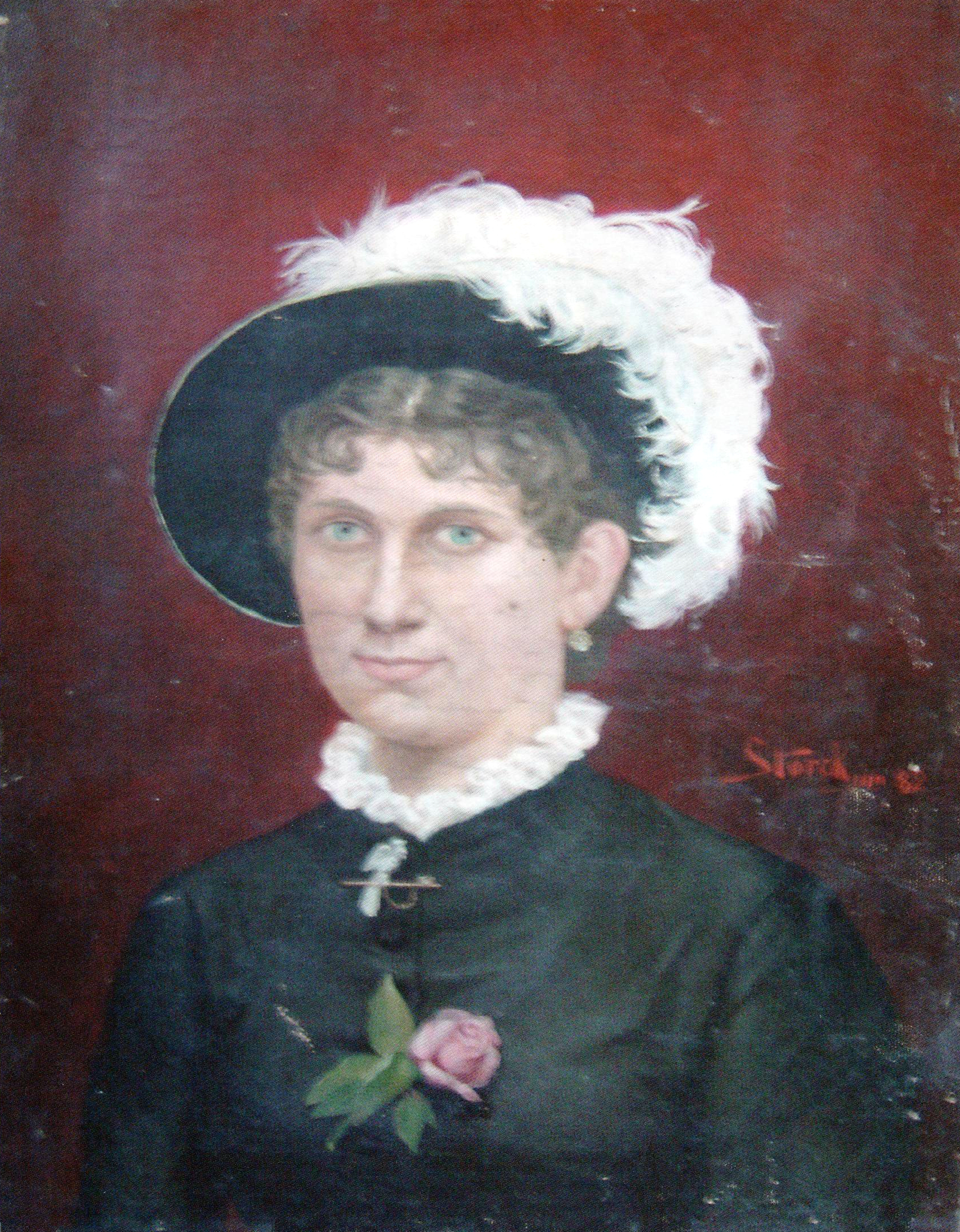
Portretul Iuliei Săulescu

Carol Storck a realizat peste 60 de lucrări funerare în diverse cimitire, după cum urmează:
- 1881 Arghiropol (Bellu) (22-16), medalion;[21]
- 1885 Ap. Arsaki (Bellu), (15-36), medalion in frumosul cavou distrus de bombardament;[21]
- 1886 A. Tr. Laurian (Bellu) (40 55), bust;[21]
- 1886 I. Mirescu (Bellu) (2 12), bust;[21]
- 1886 I. Dales (Bellu) (9b 8), medalion;[21]
- 1888 Aneta Ghenovici (Bellu) (54 83), bust;[21]
- 1889 C. N. Niculescu (Bellu) (56 11), bust;[21]
- 1889 Karl Storck (Cimitirul Protestant), bust;[21]
- 1889 mama sculptorului Carol Storck (tot acolo), medalion;[21]
- 1890 G. Enescu (Bellu) (11-21), bust;[21]
- 1891 colonel H. Filitti (Bellu) (26 22), bust;[21]
- 1892 A. Ionescu (Bellu) (4-26), bust;[21]
- 1892 G. Vanic (Cimitirul Armenesc), doua busturi;[21]
- 1892 Luther (Protestant), doua busturi;[21]
- 1894 Em. Lahovari (Bellu) (15 -36), medalion,Eliza Ghica (1894, biserica Tei), sculpture;[21]
- 1895 Bragadiru (Bellu) (12-13), doug, busturi;[21]
- 1896 D. Boranescu (Bellu) (13 -3), bust,M. Star (1896, Protestant), medalion;[21]
- 1896 A. Nicolescu (Cernica), bust;[21]
- 1899 dr. G. Chiriazi (Bellu) (33-9), bust, figura de marmura este de alta factura;[21]
- 1900 Elena Izvoranu (Bellu) (24 -23), statuie;[21]
- 1900 Xenia Poenaru (Bellu) (53-53), bust;[21]
- 1902 T. Velicu (Bellu) (29-20), bust;[21]
- 1902 A. Schina (Bellu) (29 -10), bust;[21]
- 1903 Iulia Hasdeu (mama) (Bellu) (25 -22), bust;[21]
- 1903 M. Mitilineu (Bellu) (16-19), bust;[21]
- 1904 general M. Rasti (Bellu) (48-13), bust si monument;[21]
- 1904 G. Andronescu (Bellu) (40 -48), bust;[21]
- 1905 dr. J. Vellan (Bellu) (55-23), bust;[21]
- 1905 R. Negulici (Bellu) (48 -4), bust;[21]
- 1906 Tr. Witting (Protestant), bust;[21]
- 1907 D. Poenaru (Bellu) (62-63), medalion;[21]
- 1907 Duro (Bellu) (24 -24), doua busturi;[21]
- 1907 I. Multescu  (Bellu) (66 -27), bust;[21]
- 1907 Popiteanu (sf. Vineri), doua busturi;[21]
- 1908 An. Nicolescu (Bellu) (63 -20), bust;[21]
- 1908 St. Cristu (Bellu) (61-94), medalion;[21]
- 1908 San-Marin (Bellu) (15 -50), doll& busturi;[21]
- 1908 Jules Florian (Bellu) (28 -1), bust;[21]
- 1909 L. Stoicovici (Bellu) (61-100), bust;[21]
- 1909 I. Bejiu (sf. Vineri), bust;[21]
- 1909 G. Vasiliu (sf. Vineri), bust;[21]
- 1910 D. Atanasiu (Bellu) (16 -37), statuie;[21]
- 1910 A. Teodoru (Bellu) (58 -75), bust;[21]
- 1910 R. Rusescu (Bellu) (31-58), bust;[21]
- 1910 I. Serbanescu (Bellu) (31-57), bust;[21]
- 1910 G. Melic (Armenesc), bust;[21]
- 1910 Fr. Broehm (Protestant), medalion;[21]
- 1911 Tell (Bellu), (17 -18), bust;[21]
- 1911 Maria Motas (Bellu) (73-13), medalion;[21]
- 1911 Elisa Vladeanu (Bellu) (51-15), bust;[21]
- 1911 sotia sculptorului, medalion, si autoportret pe mormint (Protestant);[21]
- 1912 E. Petrini (Bellu) (4-31), bust;[21]
- 1912 dr. D. Cristescu (Bellu) (18b -4), bust;[21]
- 1913 dr. Nichita (Bellu) (6 -6), bust;[21]
- 1913 N. Grecescu (sf. Vineri), medalion;[21]
- 1913 St. Urlateanu (Cernica), bust;[21]
- 1914 E. Nicolescu (Bellu) (27 -39), bust;[21]
- 1914 G. Riegler (Bellu) (73-4), medalion;[21]
- 1915 T. Minciulescu (sf. Vineri), bust;[21]
- 1916 M. Petrini- Galati (56 -61), statuie;[21]
- 1916 Carol GObl (Catolic), bust;[21]
- 1918 general D. Praporgescu (Bellu) (lb-11), bust;[21]
- 1919 Dragomirescu (Colentina), bust si medalion;[21]
- 1921 E. Noreanu (sf. Vineri), bust;[21]
- 1923 Tarpo (Bellu) (37b -1), doua, busturi.[21]

## Controverse
- A Sculpturile alegorice care decorează Palatul de Justiție din București nu au fost identificate nici până la sfârșitul secolului al XX-lea cu privire la cine sunt autorii lor. Aceștia au fost enumerați în informații de presă care se contrazic și de cele mai multe ori sunt lacunare. Informațiile care stau la baza știrilor pentru statuile executate de Carol Storck, se regăsesc in  articolul intitulat Instituții publice bucureștene cu sculpturi de Carol Storck, apărut în Arhitectura nr. 2 din 1989. Se presupunea că două din cele trei alegorii ar fi plasate în dreapta și respectiv, în stânga, orologiului, a treia rămânând neidentificată. În anul 1994 au avut loc lucrări de restaurare a fațadei și istoricul Petre Oprea a urcat pe schelele șantierului ca să identifice statuile. Astfel că, a identificat a patra statuie (cea care are mâna ruptă, de la stânga la dreapta, care este semnată lângă picior cu C. Storck 1895. Nu se știe titlul ei. Statuii din dreapta orologiului identificată tot de Oprea cu ani în urmă, i-a fost redescoperită paternitatea tot de Oprea în 1989. Pe plinta ei există semnătura sculptorului Giorgio Vasilesco, 1896. Prin această descoperire, Oprea a făcut legătura cu mențiunile făcute de Léo Bachelin din L’Indépendance Roumaine din 15/27 noiembrie 1898, care a spus că "... lui (Vasilesco, n.r.), împreună cu Georgescu i s-a dat comanda statuilor care împodobesc fațada Palatului de Justiție". Oprea a mai aflat că la cea de a doua statuie de la stânga la dreapta există semnătura Fr. Storck 1901. Petre Oprea a mai menționat că statuia de deasupra orologiului, cea care s-a distrus ca urmare a cutremurului din 1940 era executată de Wladimir Hegel. Există și informații despre acest fapt în Universul literar din 16 octombrie 1906. Fotografia statuii lui Hegel a fost publicată în Ilustrațiunea română din 7 octombrie 1906 și în Magazinul din noiembrie 1906. Descrierea este "... un personaj feminin, bogat înveșmântat, stând pe un tron într-o ținută solemnă, cu mâna dreaptă ridicată ținând crucea dreptății, întrucât reprezintă justiția".[22]

Statuie alegorică 1 - Palatul de Justiţie din București, sculptor (?)
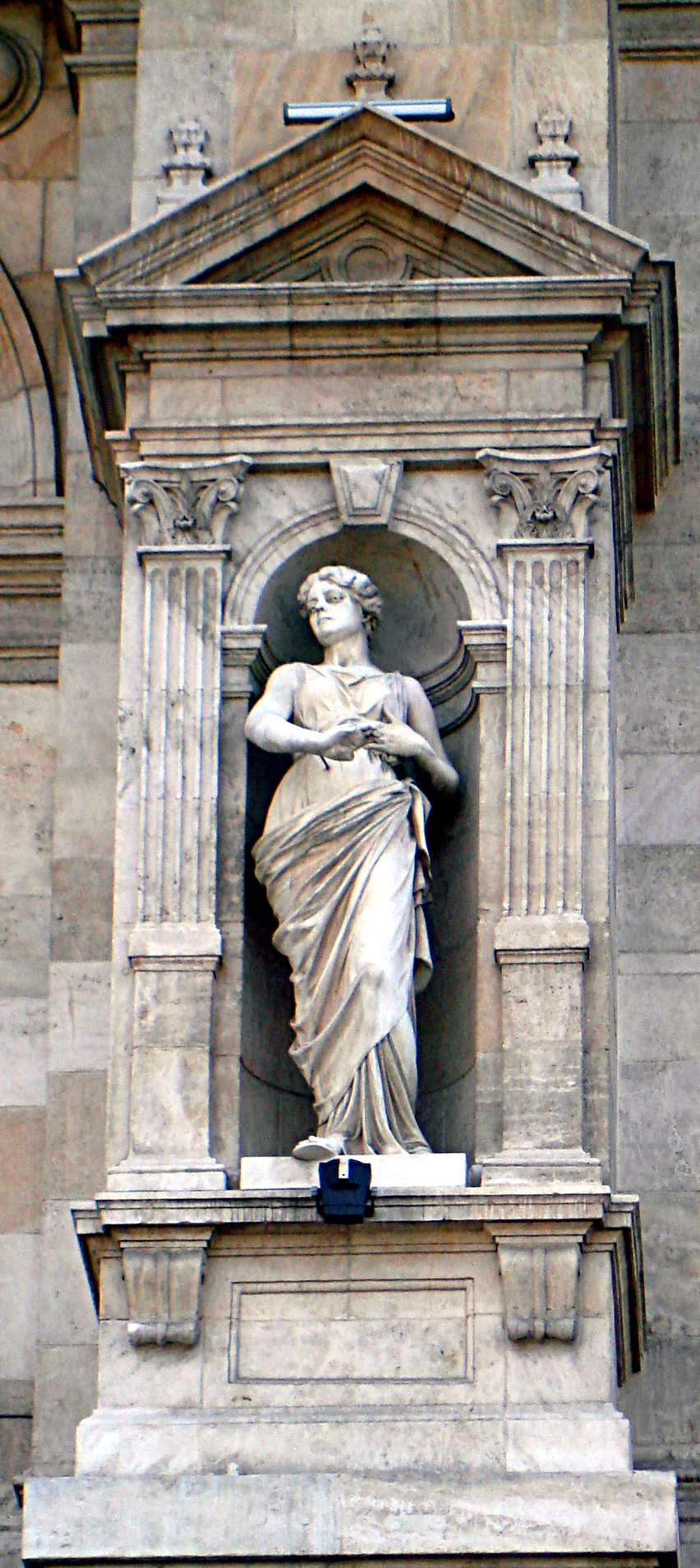
Statuie alegorică 2 - Palatul de Justiţie din București, sculptor Frederic Storck 1901
Statuie alegorică 3 - Palatul de Justiţie din București, sculptor (?)
Statuie alegorică 4 - Palatul de Justiţie din București, sculptor Carol Storck 1895
Statuie alegorică 5 - Palatul de Justiţie din București, sculptor (?)
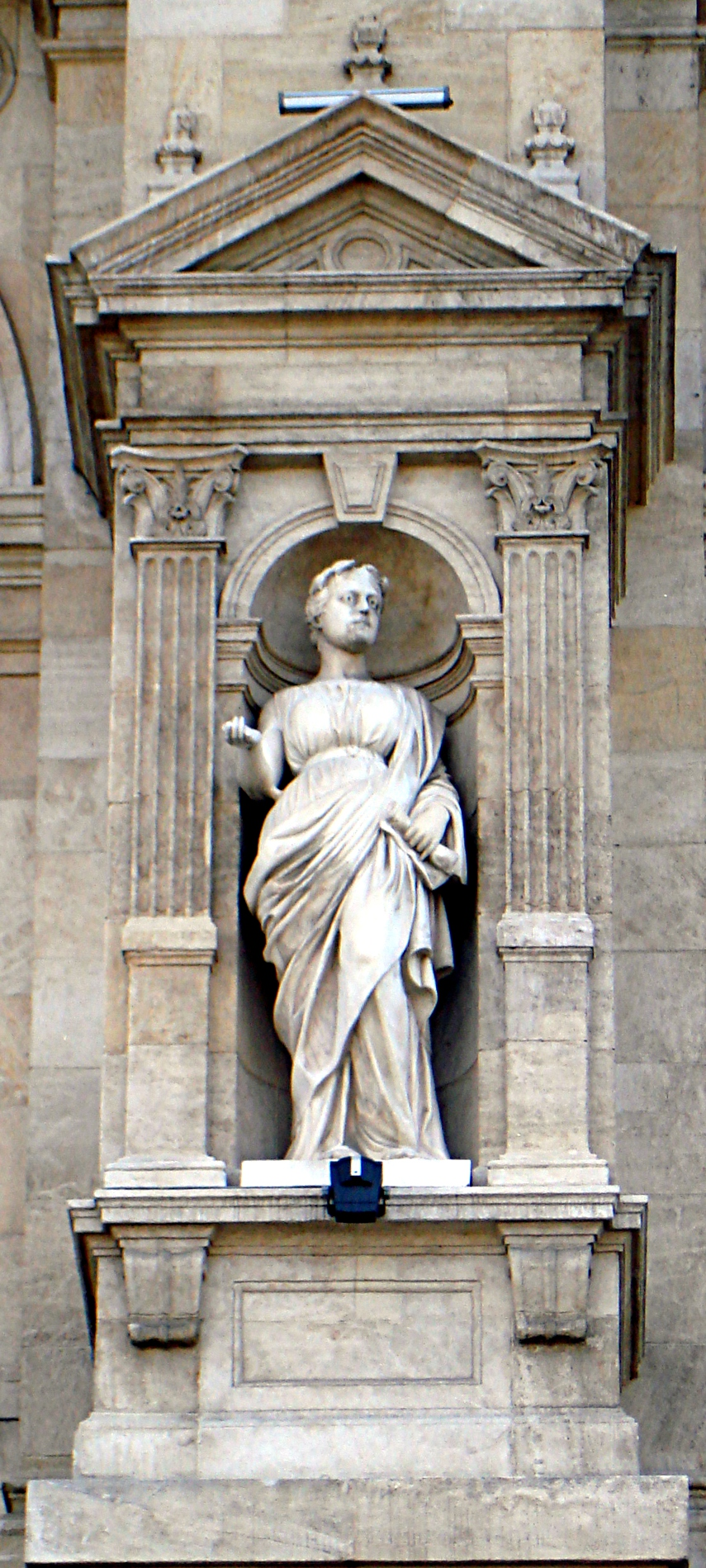
Statuie alegorică 6 - Palatul de Justiţie din București, sculptor (?)